# 홍서준
홍서준(1968년 9월 18일 ~ )은 대한민국의 배우이다.

## 학력
- 오류중학교
- 우신고등학교
- 서울예술대학 영화과

## 출연작

### 영화
- 《카브리올레》 (2024년) - 차장 역 (특별출연)
- 《전,란》 (2024년) - 이극조 역
- 《파묘》 (2024년) - 진 회장 역 (천만영화)
- 《서울의 봄》 (2023년) - 하창수 역 (천만영화)
- 《숲속의 부부》 (2018년) - 교수 역
- 《위선자들》 (2015년) - 박원상 역
- 《젊은엄마: 내 나이가 어때서》 (2015년) - 박성민 역
- 《출근》 (2015년) - 옥상남 역
- 《숙희》 (2014년) - 숙희의 남편 역
- 《바람의 노래》 (2011년)

### 드라마 & 시트콤
- 《에스콰이어 : 변호사를 꿈꾸는 변호사들》 (JTBC, 2025년) - 김율성 역
- 《지금 거신 전화는》 (MBC, 2024년) - 민도기 역
- 《나쁜 기억 지우개》 (MBN, 2024년) - 병원장 역
- 《감사합니다》 (tvN, 2024년) - 정 사장 역
- 《비밀은 없어》 (JTBC, 2024년) - 김영원 역
- 《하이드》 (JTBC, 2024년) - 마강 역
- 《재벌X형사》 (SBS, 2024년) - 한대훈 역
- 《인사이더》 (JTBC, 2022년) - 구본철 역
- 《너를 닮은 사람》 (JTBC, 2021년) - 이형기 역
- 《라켓소년단》 (SBS, 2021년) - 정 의원 역
- 《악마판사》 (tvN, 2021년) - 민용식 역
- 《빈센조》 (tvN, 2021년) - 길종문 역 : 해문병원 원장 (7회)
- 《복수해라》 (TV CHOSUN, 2020년) - 송승우 역 : 여비서를 성폭행한 이사장 (1회 특별출연)
- 《브람스를 좋아하세요?》 (SBS, 2020년) - 조수안의 아버지 역
- 《비밀의 숲 2》 (tvN, 2020년) - 신동운 역 : 대검 차장검사
- 《이태원 클라쓰》 (JTBC, 2020년) - 김실장 역 : 장가 회장 비서 (일어 성우진: 키쿠치 야스히로)
- 《동백꽃 필 무렵》 (KBS2, 2019년) - 정찬걸 역 : 내과 의사
- 《배가본드》 (SBS, 2019년) - 임필규 중장 역
- 《멜로가 체질》 (JTBC, 2019년)
- 《호텔 델루나》 (tvN, 2019년)
- 《60일,지정생존자》 (tvN, 2019년)
- 《검법남녀 2》 (MBC, 2019년) - 유태준 역
- 《으라차차 와이키키 2》 (JTBC, 2019년)
- 《리갈 하이》 (JTBC, 2019년)
- 《진심이 닿다》 (tvN, 2019년) - 단문희의 의뢰인 역
- 《왕이 된 남자》 (tvN, 2019년) - 형조판서 역
- 《킹덤》 (넷플릭스, 2019년)
- 《나쁜 형사》 (MBC, 2018년) - 유정수 역
- 《흉부외과 - 심장을 훔친 의사들》 (SBS, 2018년) - 응급의학과장 역
- 《그녀로 말할 것 같으면》 (SBS, 2018년)
- 《스케치》 (JTBC, 2018년)
- 《검법남녀》 (MBC, 2018년) - 유태준 역
- 《그냥 사랑하는 사이》 (JTBC, 2018년)
- 《달콤한 원수》 (SBS, 2017년) - 검사 역
- 《마녀의 법정》 (KBS2, 2017년) - 김문성 역
- 《매드 독》 (KBS2, 2017년) - 보험사기꾼 이한동 역
- 《청춘시대 2》 (JTBC, 2017년) - 예은의 아버지 역
- 《아르곤》 (tvN, 2017년) - 유족협의회 대표 홍서준 역
- 《밥상 차리는 남자》 (MBC, 2017년) - 박민호 역
- 《크리미널 마인드》 (tvN, 2017년)
- 《당신은 너무합니다》 (MBC, 2017년)
- 《언니는 살아있다》 (SBS, 2017년)
- 《맨투맨》 (JTBC, 2017년)
- 《황금주머니》 (MBC, 2017년)
- 《그녀는 거짓말을 너무 사랑해》 (tvN, 2017년)
- 《김과장》 (KBS2, 2017년) - 박현도의 변호사 역
- 《아버님 제가 모실게요》 (MBC, 2017년)
- 《월계수 양복점 신사들》 (KBS2, 2017년)
- 《미씽9》 (MBC, 2017년)
- 《아임 쏘리 강남구》 (SBS, 2017년) - 검사 역
- 《마음의 소리》 (KBS2, 2016년) - 신부 역
- 《워킹 맘 육아 대디》 (MBC, 2016년)
- 《당신은 선물》 (SBS, 2016년) - 김서준 역
- 《굿 와이프》 (tvN, 2016년) - 산부인과 전문의 역
- 《몬스터》 (MBC, 2016년)
- 《미세스 캅 2》 (SBS, 2016년)
- 《돌아온 황금복》 (SBS, 2015년) - 박 차장 검사 역
- 《부탁해요, 엄마》 (KBS2, 2015년)
- 《복면검사》 (KBS2, 2015년)
- 《후아유 - 학교 2015》 (KBS2, 2015년) - 학원지도단속반 직원 역
- 《전설의 마녀》 (MBC, 2014년~2015년) - 변호사 역
- 《조선 총잡이》 (KBS2, 2014년)
- 《엔젤 아이즈》 (SBS, 2014년) - 심장이식 받을 아이의 아빠 역

### 뮤지컬
- 《칵테일》 - 화성 역
- 《우리동네》 - 방범, 장씨 역
- 《위대한 캣츠비》 - 부르독 / 몽영감 역
- 《우리동네》 - 이선생 역
- 《피터팬》
- 《인어공주》

### 연극
- 《급매 행복아파트 천사호》 - 철수 역
- 《예수와 함께한 저녁식사》 - 남궁선 역
- 《녹색태양》
- 《나비효과24》
- 《아테네의 타이먼》 - 타이먼 역
- 《키스할까요?》 - 이준휘 역